# Noa
Noa, właściwie Achinoam Nini (heb. אֲחִינוֹעַם נִינִי; ur. 23 czerwca 1969 w Tel Awiwie) – izraelska piosenkarka śpiewająca muzykę popową, jazzową i bluesową, reprezentantka Izraela podczas 54. Konkursu Piosenki Eurowizji w 2009 roku.

## Życiorys

### Dzieciństwo, edukacja
Achinoam Nini urodziła się w Bat Jam w jemeńsko-żydowskiej rodzinie. Jako dwulatka przeprowadziła się z rodziną do Nowego Jorku, gdzie mieszkała do szesnastego roku życia, kiedy zdecydowała się na powrót do Izraela. Uczęszczała do SAR Academy i Wyższej Szkoły im. Rabbiego Josepha H. Looksteina. Po dwuletniej służbie wojskowej w sekcji rozrywkowej Armii Izraela zaczęła studiować muzykę w Szkole Jazzu i Muzyki Współczesnego „Rimon” w Ramat ha-Szaron, gdzie poznała Gila Dora, swojego nauczyciela muzyki, a później przyszłego współpracownika i współtowarzysza podczas występów scenicznych.

### Początki kariery
Po zakończeniu nauki w „Rimon” Nini nawiązała stałą współpracę z Dorem. Swój pierwszy wspólny koncert para zagrała w lutym 1990 roku podczas festiwalu Jazz, Movies and Videotape w „Cinemateque” w Jerozolimie, na który producent zaprosił swojego znajomego, Pata Metheny’ego. Zapis z koncertu został wydany na debiutanckiej płycie koncertowej piosenkarki zatytułowanej Achinoam Nini Gil Dor (Live) z lipca 1991 roku. Niedługo potem para zdecydowała się na rozpoczęcie pracy nad pierwszym albumem studyjnym piosenkarki, którego Metheny został producentem. Noa nawiązała wówczas także wieloletnią współpracę z perkusjonalistą Zoharem Fresco, z którym zagrała już kilka tysięcy koncertów na całym świecie, w tym m.in. Carnegie Hall i Avery Fisher Hall w Nowym Jorku, hali Olympia w Paryżu, Koloseum w Rzymie, Barbican w Londynie, a także podczas festiwalu Festival de Jazz de Montreux i Paleo Music w Szwajcarii czy Stockholm Water Festival w Szwecji.

### 1993-96:Achinoam Nini Gil Dor, Międzynarodowy Rok Rodziny,Noa,Calling
W 1993 roku ukazała się druga płyta koncertowa Noi pt. Achinoam Nini Gil Dor, która zawierała zapis z koncertu zagranego przez artystkę i Gila Dora podczas jednego z festiwali w Izraelu. W trakcie występu zatytułowanego Rachel and Leah duet zagrał piosenki inspirowane twórczością Lei Goldberg.
W 1994 roku Noa wydała swój debiutancki singiel – „I Don’t Know”, a także zaśpiewała angielską wersję językową piosenki „Ave Maria” podczas obchodów Międzynarodowego Roku Rodziny w Watykanie, gdzie wystąpiła m.in. przed papieżem Janem Pawłem II. Występ obejrzało ok. 100 tys. ludzi zgromadzonych w Watykanie, a także kilka milionów telewidzów dzięki specjalnej transmisji wydarzenia. Nowa interpretacja utworu promowała jako singiel pierwszą wydaną na rynku międzynarodowym płytę piosenkarki zatytułowaną Noa, która ukazała się w marcu tegoż roku. W nagraniach płyty wzięli udział m.in. kontrabasista jazzowy Steve Rodby i pianista Lyle Mays. Album został nagrany w studiu „Power Station” w Nowym Jorku. Trzecim singlem promującym krążek została piosenka „Child of Man”.
W 1995 roku zaśpiewała podczas wiecu pokojowego organizowanego w Tel Awiwe, podczas którego zamordowany został premier kraju Icchak Rabin.
W 1996 roku premierę miała kolejna płyta Noi zatytułowana Calling, którą promowały single „U.N.I.” (nagrany we współpracy z Ignacio Campillo), „By the Light of the Moon” i „Lama”. Jak przyznała sama artystka, album napisała z myślą o „depresyjnej sytuacji politycznej w Izraelu”, która pogorszyła się po zabójstwie Icchaka Rabina.

### 1997-2000:Blue Touches Blue
W kwietniu 1997 roku Noa wydała z Dorem album zatytułowany Achinoam Nini. Płyta zawierała m.in. nową interpretację piosenki „Niga el Hachalom” Szalom Hanoch, która artystka nagrała ku czci Icchaka Rabina. Rok później ukazała się kolejna płyta piosenkarki zatytułowana Achinoam Nini & the Israel Philharmonic Orchestra. Album został nagrany przy udziale Izraelskiej Orkiestry Filharmonicznej, która zaprosiła Noę i Gil Dora do udziału w projekcie The Philharmonic in Jeans. W 1999 roku wystąpiła jako gość muzyczny podczas ceremonii upamiętniającej podpisanie porozumień z Oslo.
W 2000 premierę miał trzeci międzynarodowy krążek Noi zatytułowany Blue Touches Blue. Album promowały single „The Beauty of That” oraz „Si je m’abandonne à toi”, który ukazał się także w wersji anglojęzycznej – „If I Give You Something”. Angielska wersja utworu została umieszczona na płycie jako numer bonusowy, podobnie jak piosenka „Beautiful That Way”. Album został nagrany przy współpracy z producentem Mikiem Hedgesem, sesje nagraniowe odbyły się w Tel Awiwie, Londynie i Domfront.

### 2002-05:Now, L'isola della Luce

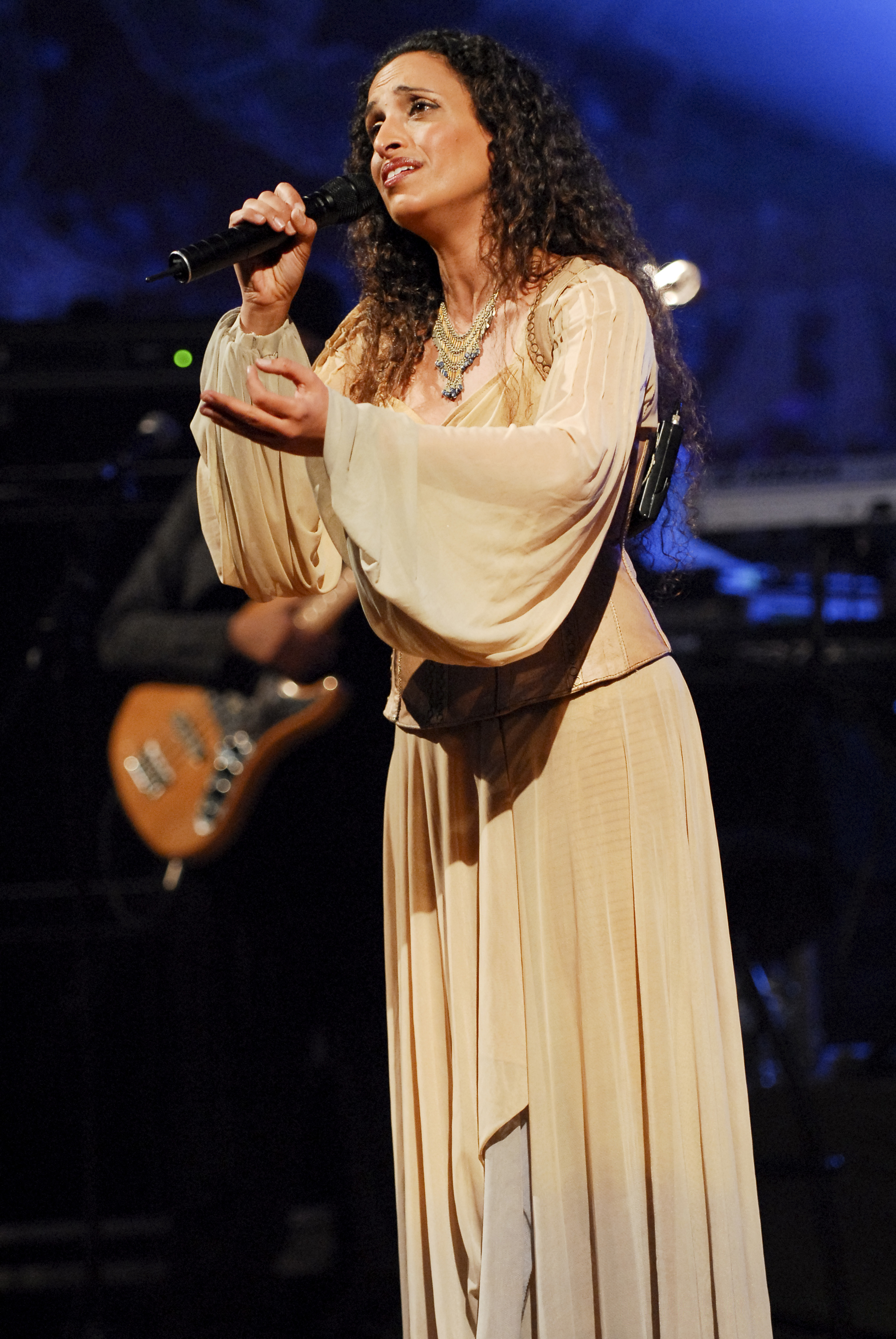
Noa podczas koncertu w 2008 roku

W 2002 roku Noa nagrała i wydała swoją nową płytę pt. Now, do napisania której zainspirowały ją „ciąża, poród oraz pierwszy rok syna, Ayehliego”. We wrześniu 2003 roku zrealizowała partie wokalne do nagrania do piosenki „L'isola della Luce” napisanej specjalnie dla niej przez Nicolę Piovani. Utwór został nagrany przez piosenkarkę na potrzeby Kulturowego działu Komitetu Olimpijskiego w Atenach.
1 maja 2004 roku Noa i Gil Dor wystąpili jako goście muzyczni podczas mistrzostw Euroligi w piłce koszykowej. W trakcie występu towarzyszyła im izraelska grupa taneczno-rytmiczna Mayumana. W 2005 ukazała się płyta zatytułowana Live In Israel zawierająca zapis z koncertu zagranego przez piosenkarkę 28 kwietnia 2005 roku w towarzystwie The Solis String Quartet.

### 2006-09:Genes & Jeans, Konkurs Piosenki Eurowizji
W 2008 roku premierę miała kolejna płyta w dorobku Noi zatytułowana Genes & Jeans, która została nagrana w Studiu „Second Wing” w Shefayimie. Cała płyta została dedykowana dziadkowi piosenkarki, który zmarł w 2006 roku.
W marcu 2009 wygrała krajowe eliminacje do 54. Konkursu Piosenki Eurowizji z utworem „Eiynaich (There Must Be Another Way)”, który nagrała w duecie z palestyńsko-izraelską piosenkarką Mirą Awad. Kompozycja zawierała słowa w języku angielskim, hebrajskim i arabskim, co Noa „potraktowała jako pewnego rodzaju misję: zaśpiewać piosenkę po hebrajsku, arabsku i angielsku przed milionową publicznością, udowadniając wszystkim, że jest to możliwe”. Jak przyznała w wywiadzie dla portalu JazzSoul.pl piosenkarka, udział w konkursie „dał jej szansę zaprezentowania się przed milionami widzów, wysłanie im pewnej wiadomości” zachęcającej do „zawarcia pokoju między Żydami a Arabami”. Duet wystąpił 14 maja w drugim półfinale Konkursu Piosenki Eurowizji organizowanego w Moskwie i zakwalifikował się do sobotniego finału, w którym zajął ostatecznie 16. miejsce w klasyfikacji końcowej po zdobyciu łącznie 53 punktów.

### Od 2010: Kolejne płyty
W 2011 roku Noa wydała dwie kolejne płyty studyjne: Noapolis i The Israeli Songbook. W 2014 roku premierę miała czternasta płyta studyjna Noi zatytułowana Love Medicine.

## Życie prywatne
Nini wyszła za mąż za pediatrę Ashera Baraka, z którym ma trójkę dzieci: Ayehliego, Eynehę i Yum.

## Dyskografia

### Albumy studyjne
- Achinoam Nini and Gil Dor 1993)
- Noa (1994)
- Calling (1996)
- Achinoam Nini (1997)
- Achinoam Nini & the Israel Philharmonic Orchestra (1998)
- Blue Touches Blue (2000)
- First Collection (2001)
- Now (wspólnie z Mirą Awad) (2002)
- Noa Gold (2003)
- Genes & Jeans (2008)
- There Must Be Another Way (wspólnie z Mirą Awad) (2009)
- Noapolis (2011)
- The Israeli Songbook (2011)
- Love Medicine (2014)

### Albumy koncertowe
- Achinoam Nini and Gil Dor Live (1991)
- Noa Live (2005)

### Albumy kompilacyjne
- First Collection (2001)
- Noa Gold (2003)